# بيرث (نيويورك)
بيرث (بالإنجليزية: Perth, New York)‏ هي بلدة أمريكية تقع في الولايات المتحدة في مقاطعة فولتون، نيويورك. يقدر عدد سكانها بـ 3,646 نسمة ومساحتها 67.6 كم2 وترتفع عن سطح البحر 257 متر.

## أعلام
- جون نوكس ستيوارت